# Jules Déon
Pour les articles homonymes, voir Déon.
Jules Félix Eugène Déon, né à Besançon le 30 avril 1881 et mort à Laxou (Meurthe-et-Moselle) le 22 décembre 1956, est un bijoutier français. 
Il est le frère de l'architecte Louis Déon.

## Biographie
Il officie chez divers bijoutiers de Besançon et de Nancy et collabore avec Eugène Vallin. Il prend alors une part active à l'effervescence de l'École de Nancy avant de fonder aux Magasins réunis son propre atelier en 1907, sur les conseils d'Eugène Corbin.
Il se marie à Nancy en 1911 avec Suzanne Claudin.
Bijoutier d'art installé 11, rue d'Amerval à Nancy dans les années 1920, ses créations sont de nos jours rares sur le marché de l'art et dans les musées. Saint-Just Péquart les collectionnait,.